# Braithwaitea sulcata
Braithwaitea sulcata är en bladmossart som beskrevs av Georg Friedrich von Jaeger och Sauerbeck 1880. Braithwaitea sulcata ingår i släktet Braithwaitea och familjen Hypnodendraceae. Inga underarter finns listade i Catalogue of Life.